# Bedford Autodrome
Het Bedford Autodrome is een racecircuit, gelegen in Thurleigh, Verenigd Koninkrijk. Eigenaar van het circuit is het bedrijf MotorSport Vision van Jonathan Palmer.

## Circuit
Het circuit is aangelegd op het noordelijke gedeelde van de voormalige luchtmachtbasis Bedford. De aanleg van het circuit, dat vele verschillende lay-outs kent, heeft in totaal 5 jaar geduurd.
Het circuit is aangelegd als testlocatie voor zogenaamde high performance cars. Om schade aan deze (veelal particuliere) auto's te voorkomen zijn er langs het circuit geen hekken aanwezig, en zijn er zeer grote run-off areas. Vanwege het ontbreken van de hekken is het circuit niet goedgekeurd om races te organiseren.

## MotorSport Vision
Het circuit is eigendom van MotorSport Vision. Naast Bedford zijn ook Brands Hatch, Cadwell Park, Oulton Park en Snetterton eigendom van dit bedrijf.

## PalmerSport
Het circuit wordt zes dagen per week gebruikt voor circuitdagen. Tijdens deze dagen worden trainingen gegeven in uiteenlopende auto's. Verantwoordelijk voor deze trainingen is PalmerSport, dat als slogan de zin "One day. Seven performance cars. The experience of a lifetime." gebruikt.